# 海老沼匡
海老沼匡（Ebinuma Masashi，1990年2月15日—）是日本柔道運動員，曾獲得2012年夏季奧林匹克運動會男子66公斤級柔道比賽及2016年夏季奧林匹克運動會男子66公斤級柔道比賽銅牌。妻子阿部香菜也是柔道運動員。

## 外部連結
- JudoInside.com （页面存档备份，存于）